# Gare de Picon-Busserine
La gare de Picon-Busserine est une gare ferroviaire française de la ligne de Lyon-Perrache à Marseille-Saint-Charles (via Grenoble), située sur le quartier Saint-Barthélemy, dans le 14e arrondissement de la ville de Marseille, département des Bouches-du-Rhône, en région Provence-Alpes-Côte d'Azur (PACA).
Elle est mise en service en 2008 par la Société nationale des chemins de fer français (SNCF). 
C'est une halte voyageurs de la SNCF desservie par des trains TER Provence-Alpes-Côte d'Azur.

## Situation ferroviaire
Établie à 66 mètres d'altitude, la gare de Picon-Busserine est située au point kilométrique (PK) 440,406 de la ligne de Lyon-Perrache à Marseille-Saint-Charles (via Grenoble), entre les gares de Sainte-Marthe-en-Provence et de Marseille-Saint-Charles.
Elle est sur une section à double voie qui débute après la gare de Saint-Antoine et se termine en gare de Marseille-Saint-Charles.

## Histoire
La gare de Picon-Busserine est mise en service le 14 décembre 2008 par la Société nationale des chemins de fer français (SNCF), lorsqu'elle rouvre à l'exploitation la ligne de Marseille à Aix, après une fermeture de deux années pour sa réhabilitation et sa modernisation. Cette nouvelle gare est une halte voyageurs sans personnel permanent qui dispose de deux voies, deux quais et un souterrain, pour le passage d'un quai à l'autre. Ses murs présentent une fresque réalisée par les jeunes du centre social Agora et des salariés d'un chantier d'insertion. 
Dès l'ouverture il est prévu, dans le cadre d'un « projet d'humanisation des haltes », initié par la SNCF, la région PACA et l'association Médiance 13, d'apporter une présence physique aux heures de pointe du mardi au samedi. Des médiateurs, ayant une formation « Moniteur Éducateur », ont notamment pour missions : d'écouter et d'informer pour orienter les voyageurs, favoriser un comportement citoyen et éviter les prises de risque comme la traversée des voies.
Elle n'est pas totalement terminée lors de son ouverture, le mobilier et les équipements sont installés au début de l'année 2009. Cela comprend notamment : des bancs et abris de quais ; deux automates pour l'achat, avec une carte bancaire, de titres de transport TER ; deux composteurs et deux validateurs billettiques ; des systèmes pour l'information en temps réel sur la circulation des trains ; des bornes d'appel SNCF. Les titres de transport TER sont également en vente au débit de tabac de la zone commerciale Le Merlan. 
En 2011, le souterrain et ses accès sont nettoyés et un service régulier de son nettoyage est organisé.
En 2016, il est constaté que depuis son ouverture les installations de la nouvelle halte ont été vandalisées, notamment les ascenseurs qui de ce fait ont été murés peu de temps après la mise en service de 2008. Les bornes de compostage et le système d'information sur le passage des trains, sont régulièrement hors service. C'est une gare de catégorie « c » SNCF, fréquentée par moins de 100 000 voyageurs par an, ce qui la classe dans les gares d'intérêt local.

## Fréquentation
De 2015 à 2023, selon les estimations de la SNCF, la fréquentation annuelle de la gare s'élève aux nombres indiqués dans le tableau ci-dessous.
| Année     | 2015   | 2016   | 2017  | 2018  | 2019  | 2020  | 2021   | 2022   | 2023   |
| --------- | ------ | ------ | ----- | ----- | ----- | ----- | ------ | ------ | ------ |
| Voyageurs | 10 906 | 10 309 | 8 841 | 3 197 | 5 253 | 4 073 | 10 272 | 14 851 | 16 162 |

## Service des voyageurs

### Accueil
Halte SNCF, c'est un point d'arrêt non géré (PANG) à accès libre. Elle est équipée de deux quais avec abris,.
Un passage souterrain, permet la traversée des voies et l'accès aux quais.

### Desserte
Picon-Busserine est desservie par des trains TER PACA des relations de Marseille-Saint-Charles à Aix-en-Provence (ou Pertuis), et de Marseille-Saint-Charles à Sisteron.

### Intermodalité
Un parc pour les vélos et un parking pour les véhicules y sont aménagés.
À proximité immédiate de la halte, l'arrêt Cade Mouton est desservi par des bus de la Régie des transports métropolitains (RTM), des lignes 33 et 38. Un peu plus éloigné, sur le chemin de Sainte-Marthe, les arrêts Ste. Marthe Jourdan et Ste. Marthe Le Camp sont desservis par les lignes 28 et 31.

## Projet de modernisation de la ligne phase 2
Un nouveau projet pour une augmentation de la desserte et de la rapidité des trains est programmé. Il comprend un volet sur la sécurisation et le rétablissement et le maintien de la qualité du service dans les haltes marseillaises.